# (400002) 2006 GN20
(400002) 2006 GN20 es un asteroide perteneciente al cinturón de asteroides, descubierto el 2 de abril de 2006 por el equipo del Spacewatch desde el Observatorio Nacional de Kitt Peak, Arizona, Estados Unidos.

## Designación y nombre
Designado provisionalmente como 2006 GN20.

## Características orbitales
2006 GN20 está situado a una distancia media del Sol de 2,450 ua, pudiendo alejarse hasta 2,826 ua y acercarse hasta 2,074 ua. Su excentricidad es 0,153 y la inclinación orbital 3,321 grados. Emplea 1401,47 días en completar una órbita alrededor del Sol.

## Características físicas
La magnitud absoluta de 2006 GN20 es 17,6.